# دوست‌دختر (فیلم ۲۰۰۴)
«دوست‌دختر» (انگلیسی: Girlfriend (2004 film)) یک فیلم به کارگردانی کاران رازدان است که در سال ۲۰۰۴ منتشر شد. از بازیگران آن می‌توان به آمریتا ارورا، ایشا کوپیکار، آشیش چادهاری اشاره کرد.